# Gieorgij Diemientjew
Gieorgij Gawriłowicz Diemientjew (ros. Георгий Гаврилович Дементьев, ur. 1897 we wsi Kikino w guberni smoleńskiej, zm. 9 stycznia 1959 w Kijowie) – radziecki działacz partyjny i państwowy.

## Życiorys
W latach 1916–1917 służył w rosyjskiej armii, w 1918 wstąpił do RKP(b), w latach 1918–1933 służył w Armii Czerwonej, 1921–1922 był słuchaczem kursów artyleryjskich w Kronsztadzie. W latach 1933–1935 był szefem Wydziału Politycznego Pietropawłowskiej Stanicy Maszynowo-Traktorowej w obwodzie dniepropetrowskim, 1935–1937 I sekretarzem Pietropawłowskiego Rejonowego Komitetu KP(b)U, w latach 1937–1938 p.o. I sekretarza tego komitetu, a od kwietnia 1938 do stycznia 1940 szefem obwodowego zarządu rolnego w Dniepropietrowsku. Od stycznia 1940 do kwietnia 1941 był zastępcą przewodniczącego Komitetu Wykonawczego Dniepropetrowskiej Rady Obwodowej, 1941–1943 III sekretarzem Komitetu Obwodowego KP(b)U w Dniepropetrowsku, w październiku-listopadzie 1941 p.o. I sekretarza Komitetu Obwodowego KP(b)U w Dniepropetrowsku, 1941–1942 komisarzem brygadowego rejonu obrony powietrznej w Millerowie w Kraju Ordżonikidzewski (obecnie Kraj Stawropolski), a w latach 1942–1942 pozostawał w dyspozycji KC KP(b)U. Od 1943 do lutego 1944 był I sekretarzem Komitetu Obwodowego KP(b)U w Dniepropetrowsku, od lutego 1944 do marca 1947 przewodniczącym Komitetu Wykonawczego Dniepropetrowskiej Rady Obwodowej, 1947–1948 zastępcą przewodniczącego Komitetu Wykonawczego Winnickiej Rady Obwodowej, a od 1948 do marca 1956 przewodniczącym Komitetu Wykonawczego Winnickiej Rady Obwodowej. Od 27 września 1952 do 17 stycznia 1956 był członkiem Komisji Rewizyjnej KP(b)U/KPU, od 21 stycznia 1956 do końca życia zastępcą członka KC KPU, a od 1956 do 9 stycznia 1959 przewodniczącym Komisji Partyjnej przy KC KPU. W 1945 został odznaczony Orderem Wojny Ojczyźnianej I klasy.